# Generali Ladies Linz 2016
Il Generali Ladies Linz 2016 è stato un torneo di tennis giocato sul cemento indoor. È stata la 30ª edizione del Generali Ladies Linz, che fa parte della categoria WTA International nell'ambito del WTA Tour 2016. Si è giocato a Linz, in Austria, dal 10 al 16 ottobre 2016.

## Partecipanti

### Teste di serie
| Nazionalità | Giocatore                | Ranking* | Testa di serie |
| ----------- | ------------------------ | -------- | -------------- |
| Spagna      | Garbiñe Muguruza         | 4        | 1              |
| Slovacchia  | Dominika Cibulková       | 8        | 2              |
| Stati Uniti | Madison Keys             | 9        | 3              |
| Spagna      | Carla Suárez Navarro     | 10       | 4              |
| Russia      | Anastasija Pavljučenkova | 17       | 5              |
| Paesi Bassi | Kiki Bertens             | 23       | 6              |
| Russia      | Daria Kasatkina          | 24       | 7              |
| Germania    | Laura Siegemund          | 29       | 8              |

* Ranking al 3 ottobre 2016.

### Altre partecipanti
Le seguenti giocatrici hanno ricevuto una Wild card per il tabellone principale:
- Belinda Bencic
- Dominika Cibulková
- Barbara Haas
- Madison Keys

Le seguenti giocatrici sono passate dalle qualificazioni:

- Océane Dodin
- Mandy Minella
- Kristýna Plíšková
- Sara Sorribes Tormo

## Campionesse

### Singolare
Dominika Cibulková ha sconfitto in finale  Viktorija Golubic con il punteggio di 6–3, 7–5.
- È il settimo titolo in carriera per Cibulková, terzo della stagione.

### Doppio
Kiki Bertens /  Johanna Larsson hanno sconfitto in finale  Anna-Lena Grönefeld /  Květa Peschke con il punteggio di 4–6, 6–2, [10–7].